# San Giovanni di Posada
San Giovanni di Posada (Latein: Portus Luguidonis oder Portus Liquidonis) ist ein Stadtteil von Posada, Sardinien, Italien, an der Tyrrhenischen Küste (Ostküste) der Insel in der Provinz Nuoro.

## Geschichte
Früher als „Porto di Posada“ (Hafen von Posada) bekannt, wurde der Ortsteil in den 1970er Jahren zu einem eleganten Ferienort umgestaltet.
Die kleine Kirche, dem heiligen Johannes gewidmet, liegt direkt am Strand und ist, von außen unscheinbar, eine der Attraktionen des Ortes. Sie wurde Ende der ersten Hälfte des neunzehnten Jahrhunderts (vor 1847) erbaut.
Die Geschichte des Ortes geht zurück auf den römischen Hafen (ursprünglicher Name „Portus Luguidonis“), der in der kleinen Bucht, direkt vor der Kirche angesiedelt war. Von hier aus eroberten die Römer das innere Sardiniens. Durch den Hafen von San Giovanni gingen sämtliche Güter von und nach Rom, alle Waren wurden jedoch von kleineren Schiffen direkt nach Olbia (ca. 50 Kilometer nördlich) befördert. Der Verkehr war vermutlich immens, aus dieser Zeit stammte auch Sardiniens Beiname „die Kornkammer Roms“. Der Hafen wurde, im Rahmen der Umgestaltung und Ausrichtung auf den Tourismus, als moderner Yachthafen wenige Kilometer südlich, nach La Caletta verlegt. 
An der Küste vor La Caletta, unweit von San Giovanni, befindet sich ein Sarazenenturm („Torre di San Giovanni“), der 1606 zum Schutz des Hafens von La Caletta gebaut wurde. Zusammen mit der Kirche von San Giovanni bildet er ein Gebäudeensemble, das im Rahmen der regionalen Landschaftsplanung als besonders schützenswert erfasst wurde.
Es wird angenommen, dass es in der unmittelbaren Umgebung einen Tempel zu Ehren von Feronia, einer etruskischen Göttin des Wassers, gab. Dies würde die Anwesenheit von Etruskern in diesem Bereich zur Zeit der Nuraghenkultur, der ursprünglichen Bevölkerung Sardiniens, beweisen. Ähnliche Tempelanlagen sind auf dem italienischen Festland an mindestens zwei Stellen bekannt: in Fiano Romano (bei Rom) und in Terracina, rund 120 Kilometer südlich von Rom.
Die Region um San Giovanni ist eines der wichtigsten touristischen Gebiete Sardiniens. Der ca. 15 Kilometer lange Strand und ein System von Flüssen mit ökologischer Bedeutung. Ein Teil dieses Gebietes wird derzeit in einen Naturpark (Parco Tepilora) umgewandelt.